# Hodersberg
Hodersberg ist ein Gemeindeteil der Gemeinde Sankt Wolfgang im oberbayerischen Landkreis Erding.

## Lage
Die Einöde Hodersberg liegt 1,8 Kilometer nördlich des Rathauses des Gemeindehauptorts Sankt Wolfgang.

## Bevölkerungsentwicklung
Um 1871 gab es in Hodersberg sechs Einwohner. In der Nachkriegszeit des Ersten Weltkriegs stieg die Bevölkerungszahl um 1925 auf acht Einwohner. Im Mai 1987 lebten dort vier Einwohner in einem Wohngebäude, das in zwei Wohnungen aufgeteilt war.
| Jahr      | 1871 | 1924 | 1950 | 1970 | 1987 |
| Einwohner | 6    | 8    | 7    | 3    | 4    |